# Barbata (ryba)
Barbata (Mullus barbatus) – gatunek ryby z rodziny barwenowatych (Mullidae).

## Występowanie
Wschodni Atlantyk od Wysp Brytyjskich (czasem spotykana w Skandynawii) po Azory, Wyspy Kanaryjskie i Senegal, oraz Morze Śródziemne i Czarne. 
Żyje nad dnem żwirowym, piaszczystym lub mulistym w obrębie szelfu kontynentalnego, na głębokości 10–328 (we wschodniej części Morza Jońskiego) m, zazwyczaj od 100 do 300 m. 

## Cechy morfologiczne
Zazwyczaj osiąga 20 cm długości (max. 30 cm). Głowa z bardzo stromo opadającym profilem. 
Na ciele i płetwach brak ciemnych plam lub pasów.

## Odżywianie
Żywi się niewielkimi, bentonicznymi skorupiakami, pierścienicami i mięczakami.

## Rozród
Dojrzałość płciową osiąga przy długości 10–12,5 cm. trze się od IV do VIII.

## Znaczenie
Łowiona przez wędkarzy i rybaków. Zazwyczaj sprzedawana świeża.